# 衆参対等統合一院制国会実現議員連盟
超党派 衆参対等統合一院制国会実現議員連盟（ちょうとうは しゅうさんたいとうとうごういちいんせいこっかいじつげんぎいんれんめい）は、2010年5月7日に設立された日本の超党派の議員連盟。

## 概説
2003年5月に超党派として発足した「衆参対等統合一院制議連」が前身。総定数を500人以下とし、衆議院と参議院を対等に統合した一院制を目指すとしている。
2010年12月には、「衆参対等統合一院制国会 創設案」を取りまとめ、2012年4月27日には、日本国憲法第42条の改正原案を国会に提出した。会長の衛藤征士郎は、「先進諸国の中で競争を勝ち抜くために必要なのは質とスピードだ。一院制でも決算行政監視委員会を拡充することでチェック機能は維持できる。（法案の国民投票は一院制国会創設案で明記しており）大きなテーマは国民投票で問えばよい。選挙制度で小選挙区は採用しない」としている。

## 所属国会議員
衛藤征士郎の公式サイトまたは各議員の公式サイトに明記された人物を記述する。改正原案提出時の所属議員総数は137名であった。
- 衛藤征士郎（会長）
- 小沢鋭仁（副会長）
- 町村信孝（副会長）
- 額賀福志郎（幹事長）
- 鳩山邦夫
- 松野頼久
- 木庭健太郎
- 岩屋毅（事務局長）
- 柿沢未途
- 伊佐進一
- 井上信治
- 坂本祐之輔
- 高市早苗
- 大西健介
- 後藤茂之

他

### 過去の在籍者
- 鳩山由紀夫
- 渡辺喜美
- 海江田万里
- 永江孝子

他